# Schloss Laach

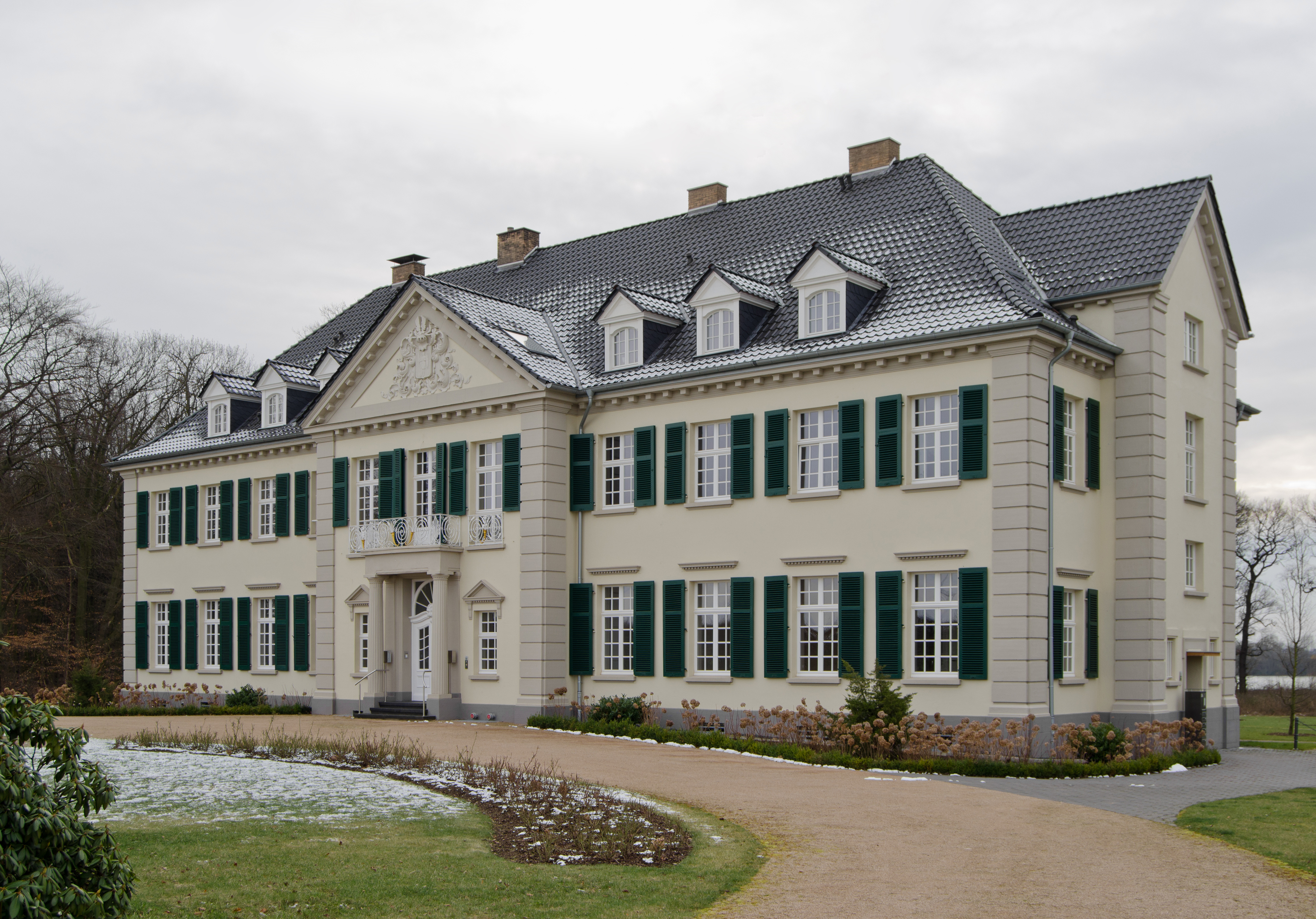
Schloss Laach (Februar 2013)

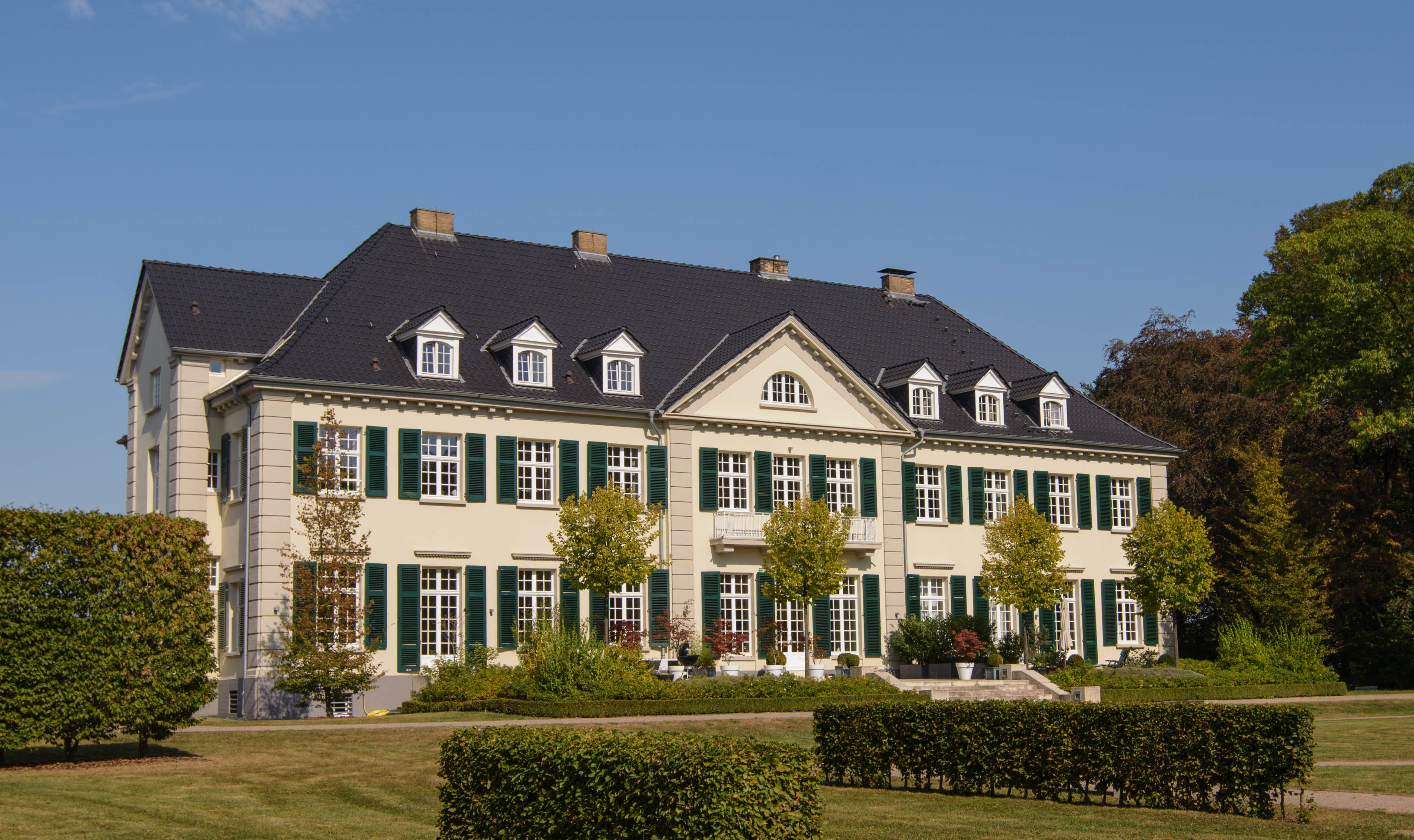
Rückansicht

Schloss Laach ist eine herrschaftliche Villa in Monheim am Rhein im Kreis Mettmann und steht auf dem Grund des Laacher Hofs, dessen Bewirtschaftung schon seit dem 13. Jahrhundert nachgewiesen ist.

## Geschichte
Der Laacher Hof wurde 1886 vom unehelichen Sohn des belgischen Königs Leopold I., Arthur von Eppinghoven, erworben, der ihn im Jahr 1909 wiederum an den Bürgermeister und Pastor von Dinslaken weiterverkaufte. Von diesem ging der Hof 1910 an Clemens August Engels (1885–1941), der 1911 (nach anderer Quelle 1910) das Schloss Laach erbauen ließ. Von 1932 bis 1938 war das Schloss im Besitz des Vize-Reichskanzlers Franz von Papen.
Das Schloss ging 1940 in den Besitz des Rhein-Wupper-Kreises über, der es zunächst als Erholungsheim für Bergarbeiter, später als Altenheim nutzte. In den späten 1990er Jahren nutzte die Firma Beisel, eine „Fachagentur für innovative Gesundheitskommunikation“, das Objekt. In den 2000er Jahren wurde das Gebäude restauriert und ab 2008 zu einem repräsentativen Wohnkomplex mit Eigentumswohnungen umgebaut.
Das Bauwerk ist als Baudenkmal in die Denkmalliste der Stadt Monheim eingetragen.
Das neoklassizistische Bauwerk mit dem rund 54.000 Quadratmeter großen Gelände liegt in einem Natur- und Wasserschutzgebiet und wird vom Langenfelder Rundwanderweg, dem „Posthornweg“, berührt.